# Фодза
Фо̀дза (на италиански и на венециански: Foza, на местен диалект: Vüsche Фюшъ) е село и община в Северна Италия, провинция Виченца, регион Венето. Разположено е на 1083 m надморска височина. Населението на общината е 695 души (към 2015 г.).